# Institut za genetičko inženjerstvo i biotehnologiju Sveučilišta u Sarajevu
Institut za genetičko inženjerstvo i biotehnologiju, poznat i po skraćenici INGEB, javna je bosanskohercegovačka znanstvena ustanova, članica Sveučilišta u Sarajevu (UNSA). Afilijacijski je centar Međunarodnog centra za genetičko inženjerstvo i biotehnologiju (International Center for Genetic Engineering and Biotechnology – ICGEB), koji je osnovan kao specijalni projekt UN organizacije za industrijski razvoj (UNIDO – United Nations Industrial Development Organization) 
Osnovan je pod nazivom: „Centar za genetičko inženjerstvo i biotehnologiju“ 1988. godine uz podršku Vlade SR BiH, ANUBiH i velikih bosanskohercegovačkih privrednih sistema. Aktom osnivanja, povjerena mu je funkcija kreatora i nosioca sveukupnog znanstvenog i stručnog rada u razvoju genetičkog inženjerstva i na njemu bazirane biotehnologije u BiH. Odgovarajućim zakonskim aktom, Skupština RBiH je 1993, početkom rata u BiH, preuzela pravo osnivača ove institucije, a kasnije, 1999, pravo osnivača INGEB-a (kao “javne ustanove koja će djelovati u okviru Univerziteta u Sarajevu”) preuzela je Sarajevska županija.

## Povijest
Biotehnologiju na bazi genetičkog inženjerstva, kao jednu od tri najpropulzivnije komponente tekućeg znanstveno-tehnološkog napretka, nadležni državni organi su svojevremeno uvrstili u prioritete Strategije i Programa naučno-tehnološkog razvoja BiH. Kao najracionalnija forma otjelovljenja usvojene istraživačke orijentacije, u tadašnjem sustavu financiranja znanosti, osnovana je institucija - nositelj razvoja ovog područja u BiH: Centar za genetičko inženjerstvo i biotehnologiju (1988.), a u okviru realizacije Društvenog cilja VI (Osposobljavanje za samostalan razvoj biotehnologija na bazi genetičkog inženjerstva u procesima proizvodnje hrane, uzgoja šuma, proizvodnje farmaceutskih i drugih bioloških supstanci).
U razdoblju od 1988. do 1991. osigurana su ključna sredstva za nabavu i instaliranje kapitalne opreme. Paralelno je tekao i proces integriranja kadrovskih, tehničkih i drugih bitnih potencijala za uspješan i učinkovit rad Centra u skladu s definiranim programskim ciljevima i dugoročnim projekcijama istraživanja u pripadajućim područjima znanosti i tehnologije.
Rat u Bosni i Hercegovini je izazvao teško sagledive posljedice i u razvoju genetičkog inženjerstva (i na njemu bazirane biotehnologije) kako materijalno, tako i kadrovski. U ratnim uvjetima, poduzet je niz aktivnosti na očuvanju organizacijsko-funkcijskog integriteta Centra, osposobljavanju za rad u ratnom okruženju te stvaranju osnovnih uvjeta za što uspješniji nastavak djelovanja u poratnom razdoblju.
Odgovarajućim zakonskim aktom (Službeni list RBiH 4/93), Skupština RBiH je (1993.) preuzela pravo osnivača ove institucije i odredila joj status javne znanstvene ustanove “Institut za genetičko inženjerstvo i biotehnologiju, Sarajevo”. Kasnije je Zakonom o visokom obrazovanju, pravo osnivača Instituta (kao “javne ustanove koja će djelovati u okviru Univerziteta u Sarajevu”) preuzela Sarajevska županija (1999). Nakon završetka rata, značajna vlastita i druga međunarodna sredstva, investirana su u preuređenje prostorija Instituta koji se do 2007. godine nalazio u Ulici Kemalbegova 10. Nakon potpisivanja Memoranduma o razumijevanju s Međunarodnom komisijom za nestale osobe (ICMP), međunarodna zajednica je u preuređenje prostora i nabavu visokosofisticirane opreme uložila više od 1.050.000 $. Kao partnerska institucija ICMP-u, INGEB je značajno doprinio utemeljenju i razvoju projekta Identifikacije žrtava rata u BiH, a u Institutu je realizirano i prvo profiliranje skeletnih ostataka koje je rezultiralo uspješnom identifikacijom. Od 2004., ICMP samostalno nastavlja aktivnosti na identifikaciji žrtava rata, dok se u Institutu, na bazi stečenih iskustava, nastavlja realizacija započetih ali i novih znanstveno-istraživačkih projekata u području analize DNA kao i ostalih područja molekularne genetike, genetičkog inženjerstva, citogenetike, bioinformatike te humane i populacijske genetike. Razvija i respektabilnu nakladničku djelatnost u pripadujućim znanstveno-istraživačkim područjima. Te aktivnosti se organiziraju u suradnji s brojnim institucijama Sveučilišta u Sarajevu, ali i s uglednim međunarodnim središtima. Istodobno, Institut (kadrovski, prostorno i infrastrukturno) sudjeluje u realizaciji dodiplomske i poslijediplomske nastave iz područja genetike na Sveučilištu u Sarajevu, Međunarodnom sveučilištu u Sarajevu i na Sveučilištu Burch.  U Institutu su 2005. oformljene posebne laboratorije, kao organizacijsko-funkcionalne jedinice specifičnog istraživačkog i stručnog profila. Kadrovski i materijalni kapaciteti pojedinih laboratorija su se prilagodljivo mijenjali i prilagođavali dolazećim potrebama i mogućnostima i zahtjevima tekućih znanstveno-istraživačkih aktivnosti.
Otvaranjem procesa denacionalizacije i privatizacije ispostavilo se da je Katolički školski centar izvorni vlasnik zgrade u kojoj je smješten Institut, što je nametnulo problem njegovog izmještanja s početne lokacije. U srpnju 2007. Institut se privremeno smjestio u iznajmljeni prostor, a konačni, namjenski smještaj ostvario se u siječnju 2012. u kampusu Sveučilišta u Sarajevu, a zahvaljujući podršci rektorata sveučilišta i nadležnog ministarstva Sarajevske županije. Ovim činom su riješeni dugogodišnji problemi prostornog smještaja i statusa Instituta, čime su stvorene realne osnove za uspješno ostvarivanje dugoročnih predviđanja razvoja i povjerenih osnivačkih funkcija u pripadajućim znanstvenim područjima.

## Djelatnost
Djelatnost Instituta obuhvaća sveukupni znanstveni i stručni rad u ostvarivanju funkcije nositelja razvoja genetičkog inženjerstva i na njemu temeljene biotehnologije u BiH, a naročito:
- osnovna istraživanja u području genskog (DNA), kromosomskog i genomskog inženjerstva,
- osnovna istraživanja u početnim fazama razvoja, projektiranja i prijenosa biotehnologije na bazi genetičkog inženjerstva,
- kreativno sudjelovanje u programiranju dugoročnih projekcija razvoja biotehnologije na temelju genetičkog inženjerstva u BiH,
- koordiniranje znanstveno-istraživačkih i stručnih aktivnosti u stvaranju uvjeta za realizaciju prioritetnih pravaca razvoja genetičkog inženjerstva i biotehnologije u BiH,
- realizacija strateških segmenata Programa znanstveno-tehnološkog razvoja BiH u području genetičkog inženjerstva i biotehnologije za potrebe proizvodnje hrane, medicine i farmacije, šumarstva i hortikulture, zaštite životne sredine i srodnih područja,
- školovanje kadrova za genetičko-inženjerska i molekularno-genetička istraživanja,
- školovanje kadrova za praćenje razvoja i prijenos genetičkog inženjerstva i biotehnologije, u bosanskohercegovačkim i međunarodnim razmjerima,
- analize i ekspertske studije u sustavu kontrole kvaliteta životne i radne sredine, životnih namirnica, lijekova, higijenskih, kozmetičkih, zaštitnih i drugih sredstava,
- kreiranje i realizacija kontrole GMO i sustava biosigurnosti,
- suradnja s odgovarajućim institucijama u području genetičke konzultacije, medicinske dijagnostike, forenzičke i medikolegalne prakse,
- obavljanje odgovarajućih istraživačkih, školskih i ekspertnih usluga pravnim i naravna osobama u području molekularne genetike, genetičkog inženjerstva i biotehnologije te biosigurnosti,
- koordinacija organizacijskog i funkcionalnog povezivanja i suradnje smjerodavnim inozemnim institucijama u kreiranju istraživačkih programa i ostvarivanju istraživačke i školske funkcije,
- izdavanje znanstvenih i stručnih publikacija, i
- drugi komplementarni oblici znanstvenog i stručnog rada (po vlastitim programima, po ugovoru ili nalogu osnivača).[6]

## Upravna struktura
Pokraj direktora, upravljačko-stručnu strukturu INGEB-a su činili Znanstveno vijeće, Upravni odbor i Nadzorni odbor. Uspostavljanjem integriranog Sveučilišta u Sarajevu, odgovarajuće nadležnosti su prenesene na kompetentne organe Sveučilišta, uz autonomno djelovanje Vijeća Instituta.

## Direktori Centra / Instituta
- Sabaheta Šaćiragić (1988. – 1994.)
- Rifat Hadžiselimović (1994. – 2002.)
- Kasim Bajrović (2002. – 2015.)
- Naris Pojskić (2015. - )

## Organizacijske jedinice – laboratoriji
- Laboratorij za bioinformatiku i biostatistiku
- Laboratorij za citogenetiku i genotoksikologiju
- Laboratorij za forenzičku genetiku
- Laboratorij za GMO i biosigurnost hrane
- Laboratorij za humanu genetiku
- Laboratorij za molekularnu genetiku prirodnih resursa

## Znanstveni i stručni suradnici
- prof. dr. Kasim Bajrović, znanstveni znanstvenik
- prof. dr. Naris Pojskić, znanstveni znanstvenik, Laboratorij za bioinformatiku i biostatistiku
- doc. dr. Adaleta Durmić Pašić, viša znanstvena suradnica, šefica Laboratorij za GMO i biosigurnost hrane
- doc. dr. Lejla Kapur Pojskić, viša znanstvena suradnica, šefica Laboratorij za humanu genetiku
- doc. dr. Sanin Haverić, viši znanstveni suradnik, šef Laboratorij za citogenetiku i genotoksikologiju
- dr. Jasmina Čakar, znanstvena suradnica, šefica Laboratorij za forenzičku genetiku
- dr. Anja Haverić, znanstvena suradnica
- dr. Belma Kalamujić, znanstvena suradnica, šefica Laboratorij za molekularnu genetiku prirodnih resursa
- dr. Naida Lojo-Kadrić, znanstvena suradnica
- dr. Amra Kazić, stručna savjetnica
- mr. Lejla Lasić, viša stručna suradnica
- mr. Jasmin Ramić, viši stručni suradnik
- mr. Gabrijela Radosavljević, stručna suradnica
- mr. Maida Hadžić, stručna suradnica
- Mirela Džehverović, viša laborantica

## Vanjski suradnici
- prof. dr. Rifat Hadžiselimović, znanstveni savjetnik
- prof. dr. Damir Marjanović, znanstveni savjetnik
- prof. dr. Lada Lukić Bilela
- dr. Lejla Kovačević, viša asistentica
- Almir Medunjanin, Microsoft sistem administrator

## Institucijska suradnja

### Međuinstitucijska suradnja u BiH
- Akademija znanosti i umjetnosti BiH
- Sveučilište u Sarajevu:
  - Fakultet sporta i tjelesnog odgoja
  - Fakultet zdravstvenih studija
  - Klinički centar Sveučilišta u Sarajevu
  - Medicinski fakultet
  - Poljoprivredni fakultet
  - Prirodno-matematički fakultet
  - Stomatološki fakultet
  - Šumarski fakultet
  - Veterinarski fakultet

#### Sveučilište u Banjaluci
- Poljoprivredni institut, Banjaluka

### Vansveučilišne institucije
- Udruženje genetičara u Bosni i Hercegovini
- GENOFOND
- BIOSPELD
- Federalni zavod za poljoprivredu Sarajevo
- Federalni agromediteranski zavod Mostar
- JU Zavod za medicinu rada županije Sarajevo
- Opća bolnica "Dr. Abdulah Nakaš", Sarajevo

### Međunarodna suradnja
- Fakultet za poljoprivredne znanosti i hranu u Skoplju, Sjeverna Makedonija
- Fakultet za prirodne znanosti i inženjerstvo Internacionalog Sveučilišta u Sarajevu
- Institut "Ruđer Bošković", Zagreb, Hrvatska
- Institut za molekularnu biologiju Prirodoslovno-matematičkog fakulteta Zagreb,
- Institut za oceanografiju i ribarstvo u Splitu
- International Center for Genetic Engineering and Biotechnology Trst
- Systématique et Évolution Université Paris-Sud, Orsay
- Nacionalni inštitut za biologijo v Ljubljani, Slovenija
- TUBITAK, MRC – Research Institute for Genetic Engineering and Biotechnology, Gebze,
- Université d’Orléans, Faculté de Sciences, Département de Biologie, Orléans,

## Nakladnička djelatnost
- Bajrović K., Jevrić-Čaušević A., Hadžiselimović R. (2005): Uvod u genetičko inženjerstvo i biotehnologiju. INGEB, Sarajevo, Bosna i Hercegovina.[37]
- Hadžiselimović R. (2005): Bioantropologija – biodiverzitet recentnog čovjeka. INGEB, Sarajevo, Bosna i Hercegovina.[38]
- Hadžiselimović R., Pojskić N. (2005): Uvod u humanu imunogenetiku. INGEB, Sarajevo, Bosna i Hercegovina.[39]
- Marjanović D., Dobrača I. i Drobnič K. (2005): Prikupljanje, prezervacija i transport uzoraka za DNK analizu. INGEB, Sarajevo, Bosna i Hercegovina.[40]
- Sofradžija A., Muzaferović Š. (2007): Biodiverzitet sisara Bosne i Hercegovine – Katalog. INGEB, Sarajevo, Bosna I Hercegovina.[41]
- Ibrulj S., Haverić S. i Haverić A. (2008): Citogenetičke metode-Primjena u medicini. INGEB, Sarajevo, Bosna i Hercegovina.[42]
- Hadžiselimović, R. et al., Ur. (2008): "Jubilej INGEB 20", Institut za genetičko inženjerstvo i biotehnologiju Univerziteta u Sarajevu (prvih 20 godina: 1988. – 2008. INGEB, Sarajevo, Bosna i Hercegovina[6]
- Marjanović D., Primorac D. (2009): Molekularna forenzična genetika. INGEB, Sarajevo, Bosna i Hercegovina.[43]
- Kapur-Pojskić L., Oruč L., Kurtović-Kozarić A., Pojskić N. (2013): Uvod u psihijatrijsku genetiku. INGEB, Sarajevo, Bosna i Hercegovina.[44]
- Pojskić L., Ur. (2014): Uvod u genetičko inženjerstvo i biotehnologiju, 2. izdanje. INGEB, Sarajevo, Bosna i Hercegovina.[45]

## Vanjske poveznice
- Unsa (boš.)
- Ingeb (boš.)
- Icgeb (engl.)